# Ferrari California
Ferrari California je model automobilky Ferrari, který byl představen na autosalonu v Paříži v říjnu 2008. Jedná se o dvoudveřový, čtyřmístný, GT automobil s odnímatelnou střechou. California oživuje jméno použité v pozdních 50. letech u modelu 250 GT. Výroba tohoto modelu byla ukončena v roce 2017.
Podle některých zdrojů původně začalo jako koncept pro nové Maserati, výsledné náklady na produkci si žádaly znak Ferrari, aby se vrátily investice. California představuje nový, druhý aktuální produktový model společnosti.

## Technické specifikace

### Rozměry
- Rozchod kol vpředu: 1 630 mm
- Rozchod kol vzadu: 1 605 mm
- Objem zavazadlového prostoru: 340 l / 240 l (se složenou střechou)
- Rozložení váhy: 47 % vpředu, 53 % vzadu
- Brzdové kotouče: ø 390 mm vpředu, ø 360 mm vzadu

### Motor
Automobil pohání zážehový, vidlicový osmiválec s přímým vstřikováním. Motor má objem 4,3 litru, je uložený vpředu a pohání zadní kola. Na litr objemu připadá 107 k, což jedna z nejvyšších hodnot u atmosférických motorů, ostatní výrobci musí použít přeplňování nebo turbodmychadla, aby dosáhli podobných výkonů. Systém přímého vstřikování je od firmy Bosch.
- Objem: 4 297 cm3
- Max. výkon: 338 kW (460 k) při 7 750 ot/min
- Max. točivý moment: 485 Nm při 5 000 ot/min
- Vrtání × zdvih: 94 × 77,4 mm
- Kompresní poměr: 12,2:1

### Jízdní vlastnosti
- Max. rychlost: 310 km/h
- Zrychlení z 0 na 100 km/h: méně než 4,0 s
- Zrychlení z 0 na 200 km/h: 12,2 s
- 1 000 m s pevným startem: 22,1 s

### Aerodynamika
Ferrari strávila více než 1 000 hodin ve větrném tunelu s modelem California v měřítku 1:3 vylepšováním jeho aerodynamiky. Podařilo se jim docílit koeficientu odporu vzduchu 0,32, což z modelu California dělá nejlépe aerodynamické Ferrari, které kdy bylo vyrobeno.

## Produkce
California se vyrábí na nové výrobní lince přiléhající k existující továrně v Maranellu. Dosavadní linka vyrobila 27 aut denně (6 000 ročně. Ferrari plánovalo vyrobit v prvních dvou letech 5 000 kusů California, čímž zvýší produkci o 50 %. Tento model byl podle mnoho motoristických časopisů vyprodaný do roku 2011 a pro 60 % kupujících je to jejich první Ferrari.

## Koncepce vozu
Model California nese několik prvenství u Ferrari:
- první model s osmiválcem vpředu
- první model se sedmistupňovou dvouspojkovou převodovkou
- první model se sklápěcí kovovou střechou
- první model s víceprvkovou zadní nápravou
- první model s přímým vstřikováním benzínu